# Aphantochilus
Aphantochilus O. P.-Cambridge, 1870 è un genere di ragni appartenente alla famiglia Thomisidae.

## Distribuzione
Le tre specie note di questo genere sono diffuse in America meridionale e centrale

## Tassonomia
Genere considerato sinonimo anteriore di Cryptoceroides Piza, 1937, a seguito di uno studio delle aracnologhe Gerschmann & Schiapelli del 1964.
Non è invece sinonimo anteriore di Bucranium O. P.-Cambridge, 1881 a seguito di un recente lavoro degli aracnologi Teixeira, Campos & Lise del 2014, contra un analogo studio di Benjamin del 2011.
Non sono stati esaminati esemplari di questo genere dal 2014.
A giugno 2014, si compone di tre specie:
- Aphantochilus cambridgei Canals, 1933 — Argentina
- Aphantochilus inermipes Simon, 1929 — Brasile
- Aphantochilus rogersi O. P.-Cambridge, 1870[2] — dal Panama al Paraguay

### Specie trasferite
- Aphantochilus taurifrons O. P.-Cambridge, 1881; trasferita al genere Bucranium O. P.-cambridge, 1881[1].

### Sinonimi
- Aphantochilus cryptocerophagus Piza, 1937; posta in sinonimia con A. rogersi O. P.-Cambridge, 1870, a seguito di un lavoro di Mello-Leitão, (1946b)[1].
- Aphantochilus nigritarsis (Caporiacco, 1947); trasferita inizialmente qui dall'ex-genere Acracanthostoma e posta in sinonimia con Aphantochilus taurifrons (O. P.-Cambridge, 1881) a seguito di un lavoro di Teixeira, Campos & Lise, 2014[1].